# Володимир Ґлодзінський
Володимир Ґлодзінський (також Глодзинський та Глодзінський; (11 липня 1836, Лисовичі, Австро-Угорщина — 22 січня 1913, Бережниця, Австро-Угорщина) — український церковний та громадський діяч в Австро-Угорщині, священник Української греко-католицької церкви. Дід провідника ОУН Степана Бандери.

## Життєпис

Могила о. Володимира в селі Старий Угринів

Походив, імовірно з дрібної руської або мішаної русько-польської дрібношляхетської родини, яка користуваласьягербом Яструбець. Глодзінських згадують у гербівнику А. Бонецького під 1620 роком.
Батько - о. Антін Ґлодзінський, парох села Лисовичі. Матір - Катерина з Білявських, донька о.Івана Білявського.
1860 — посвята у духовний сан. З 1861 до 1862 священник парафії села Мостище, повіт Калуш. 1862 до 1863 — у Грабівці.
З 1864 року отець Володимир був парафіяльним священником села Завій, а з 1883 — сіл Старий Угринів і Бережниця. Завдяки його старанням життя на території парафії покращилося: зусиллями священика в Бережниці придбаний двір під школу. У ній викладав один із його синів — Олександр Ґлодзінський. Дочка Мирослава Ґлодзінська вийшла заміж за отця Андрія Бандеру та народила в шлюбі семеро дітей, серед яких Степан Бандера, провідник ОУН.

### Родина
Отець Володимир Ґлодзінський мав дев'ятьох дітей: сини Олександр, Антін, Павло, Олексій, а також дочки Катерина, Юлія, Мирослава, Любов, Олена.